# Offenbach an der Queich
Offenbach an der Queich é um município da Alemanha localizado no distrito de Südliche Weinstraße, no estado da Renânia-Palatinado. É membro e sede da associação municipal homónima.

## Política
Cadeiras ocupadas na comunidade:
|      | SPD | CDU | FDP | FWG | OBL | Total       |
| 2009 | 6   | 7   | 2   | 5   | 2   | 22 Cadeiras |
| 2004 | 6   | 8   | 2   | 6   | -   | 22 Cadeiras |